# Ararat (marz)
Pour les articles homonymes, voir Ararat.
L'Ararat (en arménien Արարատ) est un marz de l'Arménie situé au centre-ouest du pays, dont la capitale est Artachat. Il est bordé au sud-ouest par la Turquie, à l'ouest par le marz d'Armavir, au nord par Erevan et le marz de Kotayk, à l'est par ceux de Gegharkunik et de Vayots Dzor, et au sud-est par le Nakhitchevan (une république autonome d'Azerbaïdjan).
La région est bordée au sud-ouest par la rivière Araxe. Le village azerbaïdjanais de Karki est complètement enclavé dans la région et occupé par l'Arménie depuis mai 1992, après la guerre du Haut-Karabagh.

## Géographie
Le marz a une superficie de 2 096 km2, soit 7 % de la superficie totale du pays.

### Situation
| Marz d'Armavir Communauté d'Erevan | Marz de Kotayk             | Marz de Gegharkunik |
| Turquie                            | marz d'Ararat              | Marz de Gegharkunik |
| Turquie                            | Azerbaïdjan (Nakhitchevan) | Marz de Vayots Dzor |

### Géographie humaine
Outre la capitale Artachat, la région compte trois autres villes (« communautés urbaines »), Ararat, Vedi et Masis, et 93 « communautés rurales » (95 villages).
| Artachat | Masis | Ararat |
| 1. Abovyan 2. Araksavan 3. Arevchat 4. Artachat 5. Aygepat 6. Aygestan 7. Aygezard 8. Azatavan 9. Baghramyan 10. Bardsrashen 11. Berdik 12. Berkanush 13. Burastan 14. Byuravan 15. Dalar 16. Deghdsut 17. Dimitrov 18. Ditak 19. Dvin 20. Getazat 21. Hnaberd 22. Hovtashen 23. Jrashen 24. Kaghtsrashen 25. Kanachut 26. Lanjazat 27. Masis 28. Mkhchyan 29. Mrganush 30. Mrgavan 31. Mrgavet 32. Narek 33. Norashen 34. Nshavan 35. Shahumyan 36. Vardashen 37. Verin Artashat 38. Verin Dvin 39. Vostan | 1. Arbat 2. Arevabuyr 3. Argavand 4. Ayntap 5. Azatashen 6. Darakert 7. Darbnik 8. Dashtavan 9. Geghanist 10. Getapnya 11. Ghukasavan 12. Hayanist 13. Hovtashat 14. Jrahovit 15. Khachpar 16. Marmarashen 17. Masis 18. Nizami 19. Nor Kharberd 20. Nor Kyurin 21. Norabats 22. Noramarg 23. Ranchpar 24. Sayat-Nova 25. Sipanik 26. Sis 27. Zorak | 1. Aralez 2. Ararat 3. Ararat 4. Armash 5. Avshar 6. Aygavan 7. Dashtakar 8. Eghegnavan 9. Eraskh 10. Ginevet 11. Goravan 12. Lanjanist 13. Lanjar 14. Lusarat 15. Lusashogh 16. Nor Kyank 17. Nor Ughi 18. Noyakert 19. Paruyr Sevak 20. Pokr Vedi 21. Shaghap 22. Sisavan 23. Surenavan 24. Taperakan 25. Urtsadsor 26. Urtsalanj 27. Vanashen 28. Vardashat 29. Vedi 30. Vosketap 31. Zangakatun |

## Histoire
Comme les autres marzer arméniens, le marz d'Ararat a été créé par la Constitution arménienne adoptée le 5 juillet 1995, mise en œuvre sur ce point par la loi relative à la division territoriale administrative de la République d'Arménie du 4 décembre 1995 et par le décret relatif à l'administration publique dans les marzer de la République d'Arménie du 2 mai 1997. Le marz d'Ararat a ainsi été constitué par la fusion de trois raions soviétiques : Artachat, Masis et Vedi.

## Économie
L'économie de cette région, rurale à plus de 70 %, dépend pour près des sept dixièmes de l'agriculture. L'exode massif de la population arménienne causé par la crise économique des années 1990 a très peu atteint la région. Grâce à la préservation de ses moyens de production et de ses infrastructures, et à un climat propice à la production agricole, l'économie locale a su résister à la crise.

## Démographie
La population du marz s'élève en 2011 à 280 400 habitants, soit 8,6 % de la population du pays.
| 1991    | 1993    | 1995    | 1997    | 1999    | 2001    | 2002    | 2003    |
| ------- | ------- | ------- | ------- | ------- | ------- | ------- | ------- |
| 278 900 | 279 700 | 269 800 | 269 000 | 268 900 | 271 800 | 271 900 | 272 100 |

| 2004    | 2005    | 2006    | 2007    | 2008    | 2009    | 2010    | 2011    |
| ------- | ------- | ------- | ------- | ------- | ------- | ------- | ------- |
| 272 700 | 273 400 | 274 200 | 275 100 | 276 500 | 277 600 | 278 800 | 280 400 |

En 2011, la population urbaine représente 29,5 % de la population totale.
| 1991           | 1993           | 1995           | 1997           | 1999           | 2001           | 2002           | 2003           |
| -------------- | -------------- | -------------- | -------------- | -------------- | -------------- | -------------- | -------------- |
| 93 900 185 000 | 93 000 186 700 | 85 100 184 700 | 82 900 186 100 | 81 300 187 600 | 80 600 191 200 | 79 900 192 000 | 80 100 192 000 |

| 2004           | 2005           | 2006           | 2007           | 2008           | 2009           | 2010           | 2011           |
| -------------- | -------------- | -------------- | -------------- | -------------- | -------------- | -------------- | -------------- |
| 80 300 192 400 | 80 500 192 900 | 80 700 193 500 | 81 000 194 100 | 81 500 195 000 | 81 700 195 900 | 82 200 196 600 | 82 700 197 700 |

| Hommes | Classe d’âge | Femmes |
| ------ | ------------ | ------ |
| 1,2    | 80 ans ou +  | 2,3    |
| 1,7    | 75 à 79 ans  | 2,6    |
| 2,6    | 70 à 74 ans  | 3,8    |
| 1,4    | 65 à 69 ans  | 1,9    |
| 2,8    | 60 à 64 ans  | 3,1    |
| 5,1    | 55 à 59 ans  | 5,3    |
| 7,7    | 50 à 54 ans  | 7,9    |
| 7,6    | 45 à 49 ans  | 8,1    |
| 5,6    | 40 à 44 ans  | 6,2    |
| 5,6    | 35 à 39 ans  | 5,9    |
| 7,6    | 30 à 34 ans  | 7,2    |
| 10,2   | 25 à 29 ans  | 9,5    |
| 11,1   | 20 à 24 ans  | 10,4   |
| 9,6    | 15 à 19 ans  | 8,7    |
| 7,4    | 10 à 14 ans  | 6,3    |
| 6,0    | 5 à 9 ans    | 4,9    |
| 6,8    | 0 à 4 ans    | 5,9    |

## Tourisme

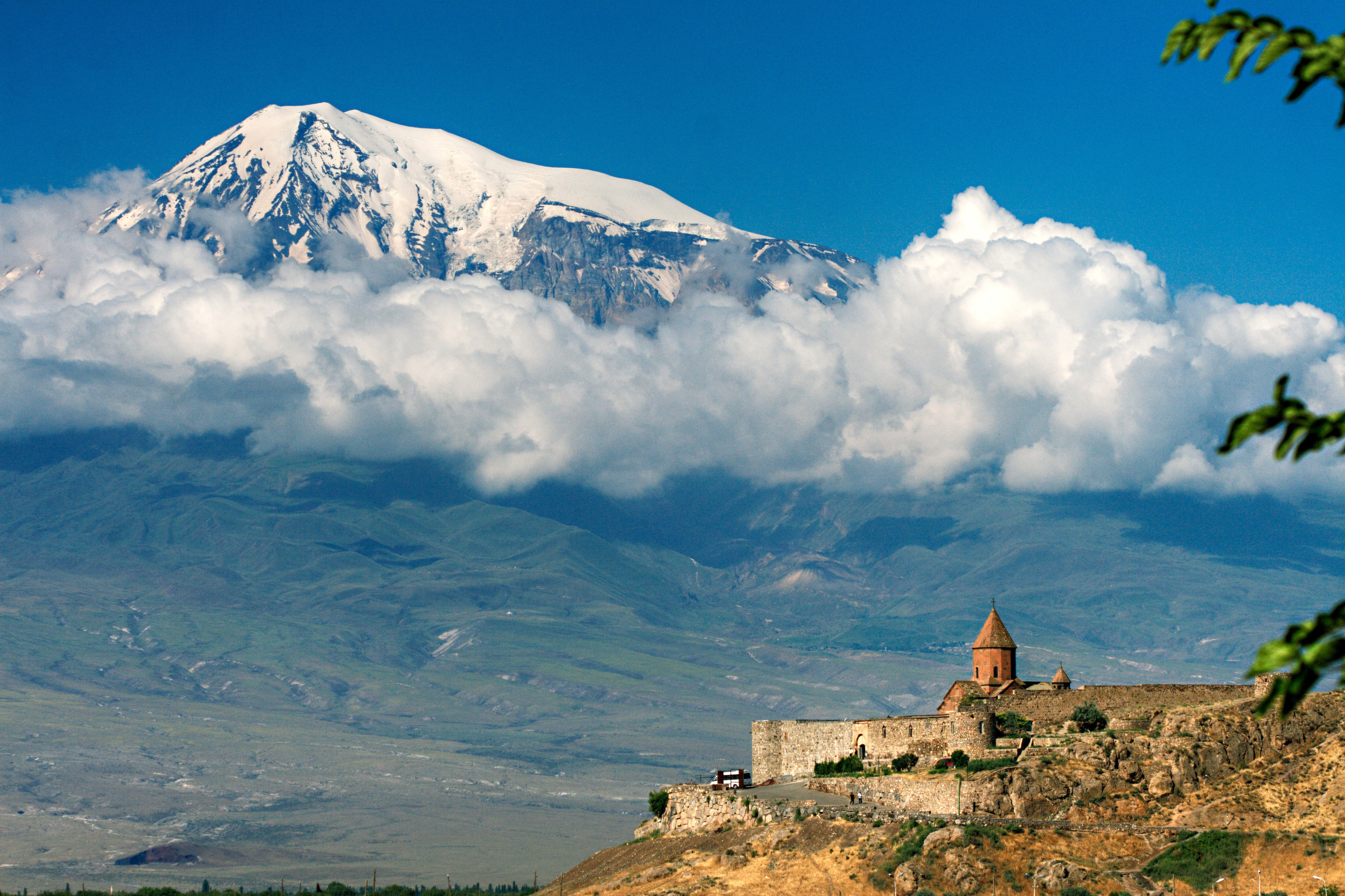
Monastère de Khor Virap.

- Le monastère de Khor Virap ;
- Les ruines d'Artachat ;
- Les ruines de Dvin ;
- la forteresse de Kaqavaberd ;
- Forêt de Khosrov.